# Injo
Injo, né le 7 décembre 1595 à Haeju et mort le 17 juin 1649 à Séoul, est le seizième roi de Joseon. Petit-fils de Seonjo, il n'est pas destiné à régner avant d'être porté sur le trône à la suite d'un coup d'État en 1623. Il règne sur la Corée jusqu'à sa mort et doit faire face à la première invasion mandchoue en 1627 et à la seconde en 1636, cette dernière se soldant par la soumission du royaume de Joseon aux Qing.